# Rob Stewart
Rob Stewart (* 23. července 1961, Toronto) je kanadský herec a hypnotizér,[zdroj?] který se nejvíce proslavil hlavní rolí detektiva detektiva Nicka Slaughtera v seriálu Vražedné pobřeží.

## Život
Navštěvoval Bramalea Secondary School & J.A. Turner. Jeho otec pracoval jako úvěrový manažer, matka byla ředitelkou realitní kanceláře. Roberta Thomase Stewarta, jak zní celé jeho jméno, odmalička ho lákal sport. Snil o kariéře profesionálního hokejisty (jeho vzorem byl Wayne Gretzky). Hokej hrával aktivně až do svých 17 let, kdy jeho sen o sportovní kariéře ukončilo bolestivé poranění ledviny od špičky hokejové hole.
Poté studoval angličtinu a latinu na universitě ve Waterloo a v devatenácti letech odešel z domova. Zkoušel se uchytit v různých zaměstnáních, pracoval mj. v zábavním parku, ve stavební firmě (díky své „šikovnosti“ však pouze jeden den), snažil se vydělat si na živobytí muzikou či psaním. „Vždycky jsem chtěl ohromovat lidi, ale jen jsem u toho nechtěl pracovat,“ řekl kdysi. Až do svých 29 let se protloukal bohémským životem, dá se říci pouze s kytarou v ruce. Štěstí se na něj usmálo pouze jednou, v roce 1986, kdy se spojil se svým bratrancem a napsali scénář k nízkorozpočtovému filmu inspirovanému básní Johna Keatse, který vedl až ke spolupráci s televizní stanicí CHCH v Hamiltonu a ke společnému hraní, produkování a režii televizního filmu nazvaného MARK OF THE BEAST. "Byl to nejhorší film, který kdy kdo stvořil, ale bylo to laciné," směje se později Rob. "Ale CHCH nám dali zakázku na další dva levné tituly WHERE THERE'S A WILL a COME SPY WITH ME." Nějaký čas se objevoval coby host v kanadských seriálech jako ALFRED HITCHCOCK UVÁDÍ a HOT SHOTS, také v minisérii MOUNT ROYAL, pak se od něj ale štěstí odvrátilo a nastalo období bídy. Dva měsíce dokonce přespával na lavičce poblíž jistého kostela v Torontu. Tehdy už byl rok a půl bez práce, bance dlužil 6000 dolarů a dostal navíc těžký zápal plic.
Život mu změnil až seriál VRAŽEDNÉ POBŘEŽÍ (SWEATING BULLETS/TROPICAL HEAT). Producenti tehdy hledali pro hlavní roli nějakého postaršího plážového povaleče, typu Nicka Nolteho. Rob na konkurs přišel s dlouhými vlasy (na holiče neměl), uválený a s těžkou kocovinou. Tvůrcům se však zalíbil a dokonce ho později žádali, aby si své vlasy nenechával ostříhat. Vražedné pobřeží mělo nakonec 66 dílů a z „kanadského bezdomovce“ udělalo najednou známého herce a idol mnoha žen a dívek, potažmo i vzor leckterých kluků. Stejně jako jeho rodiče, i Rob mohl být spokojený („Kde jinde může být člověk totální smolař a brát za to peníze?“). Díky seriálu mohl Rob splatit konečně všechny své dluhy nejen věřitelům, ale i rodině, ale přišel také o svou dlouholetou přítelkyní. Nemusel však smutnit dlouho, neboť se během natáčení první série v Mexiku seznámil se svou budoucí ženou Celianou, mexickou kameramankou, se kterou dnes žije v Kalifornii. Nakonec mu v roce 1996 porodila syna.
Od VRAŽEDNÉHO POBŘEŽÍ hrál Rob v různých nezávislých filmech. Vystupoval často i nadále v rolích detektivů, ať už to byly kriminálky PĚŠEC (THE PAWN), PADĚLEK (KOUNTERFEIT), MÍT ZA KOHO ZEMŘÍT (SOMEONE TO DIE FOR) nebo SLADKÉ LŽI (SWEET DECEPTIONS). Často ztvárňuje typy romantických sympaťáků. Takový byl jeho kníže Nicholas Rostov v „harlekýnovském“ příběhu NEDOZPÍVANÁ UKOLÉBAVKA (BROKEN LULLABY), ovdovělý otec v romantickém filmu VÁNOČNÍ PŘÁNÍ (CHRISTMAS LIST) nebo sentimentální sportovní hlasatel v komedii SRDEČNÍ ZÁLEŽITOSTI (TWO OF HEARTS). Zajímavou roli učitele biologie, umírajícího na rakovinu, avšak ztroskotajícího po pádu letadla v amazonské džungli, ztvárnil v seriálu AMAZONKA (AMAZON), dle předlohy Petera Benchleye, autora slavných ČELISTÍ.
Po roce 2000 se na čas zdálo, že se z filmového a televizního byznysu poněkud vzdálil. Odstěhoval se s rodinou do Puerto Vallarty, místa natáčení první série „Vražedného pobřeží“. Jak sám tehdy řekl, „je těžké mít agenta v Torontu a bydlet zde“. Nicméně často ho můžeme vidět v drobných roličkách v různých televizních seriálech (JAKE 2.0, NASH BRIDGES). Nedávno dokončil natáčení vánočního příběhu HOME BY CHRISTMAS, kde hraje po boku Lindy Hamiltonové (Terminátor).
Rob Stewart má jednoho mladšího bratra a dvě starší sestry. Mezi jeho koníčky patří především psaní a také hudba – hraje na klavír a na kytaru, rovněž rád zpívá.